# Kirchberg (Francja)
Kirchberg – miejscowość i gmina we Francji, w regionie Grand Est, w departamencie Górny Ren.
Według danych na rok 1990 gminę zamieszkiwały 802 osoby, 119 os./km².